# Reşat Erceş
Reşat Erceş (* 5. Juni 1918; † unbekannt) war ein türkischer Skilangläufer und Skirennläufer.

## Karriere
Erceş war 1936 Teil der ersten türkischen Mannschaft, die an Olympischen Winterspielen teilnahm. Er trat sowohl im Skilanglauf als auch im erstmals ausgetragenen Alpinen Skisport an. Allerdings erreichte er weder in der Kombination noch mit der 4 × 10-km-Staffel eine Platzierung. Für das Rennen über 18 km war Erceş zwar gemeldet, trat jedoch schließlich nicht an.
Dies war zugleich sein letzter internationaler Auftritt als Sportler.

## Erfolge

### Skilanglauf

#### Olympische Winterspiele
- Garmisch-Partenkirchen 1936: DNF 4 × 10 km Staffel, DNF 18 km

### Ski Alpin

#### Olympische Winterspiele
- Garmisch-Partenkirchen 1936: DNF Alpine Kombination.